# 二百五十七邊形
二百五十七邊形是多邊形的一種。共有257條邊，257個頂點，內角和45900°，對角線32639條。

## 性質
正二百五十七邊形的圓心角和外角約1.40°，内角約178.60°。
此外，一邊長a的正257邊形的面積是：
{\displaystyle {257a^{2} \over 4}\cot {\pi  \over {257}}\approx 5255.75062a^{2}}

## 繪圖
{\displaystyle 257=2^{2^{3}}+1}
正二百五十七邊形即可以用尺規作圖的方法繪出。高斯在1801年出版的《算術研究》中的「二次同餘論」，證明了如果p為費馬素數，則正p邊形是可以尺规作图繪出。此外反過來亦證明如果質數p對應的正p邊形可以繪圖的話，p就是費馬素數。在高斯得出此定理之前，已知的費馬素數只有3、5、17、257、65537。
1832年Friedrich Julius Richelot和Schwendenwein發表了正二百五十七邊形利用圓規和尺子繪出的具體方法。除了將各點連接以外，共有217個步驟。

## 外部連結
- 埃里克·韦斯坦因. . MathWorld.